# Three Oaks (Michigan)
Three Oaks è un villaggio degli Stati Uniti d'America, situato nello Stato del Michigan, nella contea di Berrien.